# Az Ír-sziget folyói
Az Ír-sziget fő folyója a 386 kilométer hosszú Shannon folyó, amely a leghosszabb folyó az egész Brit-szigeteken. Írország mocsaras középső területeit választja el a sziget nyugati részétől. Útján három tavat képez: a Lough Allent, a Lough Reet és a Lough Derget. A legnagyobb ezek közül a Lough Derg. A Shannon Limerick városnál ömlik az Atlanti-óceánba.
Más nagyobb folyók az Ír-szigeten: Liffey folyó, Lee folyó, Swilly folyó, Blackwater folyó, Nore folyó, Suir folyó, Barrow folyó és a Boyne folyó.

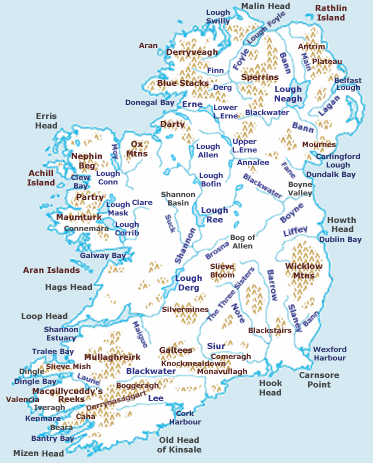
Ír-sziget folyói

## Az ír folyók története
Az ír víziutakat már a legkorábbi időktől is felhasználták szállításra. A vikingek arra használták a folyókat, hogy ezeken keresztül haladva a szárazföld mélyében fekvő területeket is megtámadhassák. A viking tengeri király, Thormodr Helgason nyugati parti bázisáról indulva a Shannon teljes hosszában kifosztotta a településeket, fel a Derg tóig.
937-ben a limericki vikingek a Ree tavon csaptak össze a dubliniakkal és vereséget szenvedtek. 943-ban ismét legyőzték őket  miután a helyi dalcassiai klán összefogott Ceallachan munsteri királlyal. A vikingeket e adófizetésre kényszerítették és régi hatalmuk sosem tért vissza többé: egy lettek a helyi klánok közt, igaz, hogy még ezután is játszottak néhányszor fontos szerepet a hatalmi küzdelmekben.

### Csatornák
A 19. században csatornákat építettek, hogy összekössék a Shannon folyót Dublinnal. A vasút virágkora előtt ezek a csatornák fontos szerepet töltöttek be az áruszállításban. A legfontosabb csatornák: az Írországi Nagy Csatorna (Grand Canal of Ireland) és az Írországi királyi Csatorna (Royal Canal of Ireland).

## A folyók listája
Az Ír-sziget (Írország és Észak-Írország) folyóinak listája, az óramutató járásának megfelelően haladva a Londonderrynél folyó Foyle-tól kezdve, a vizüket befogadó tenger szerint csoportosítva. 

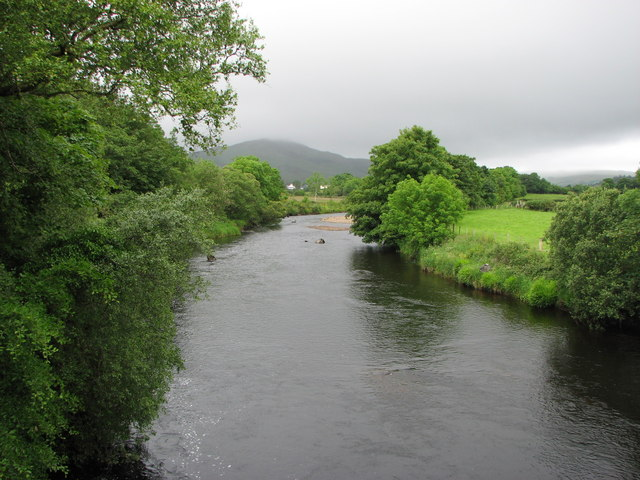
Finn folyó

### Észak-Írországban

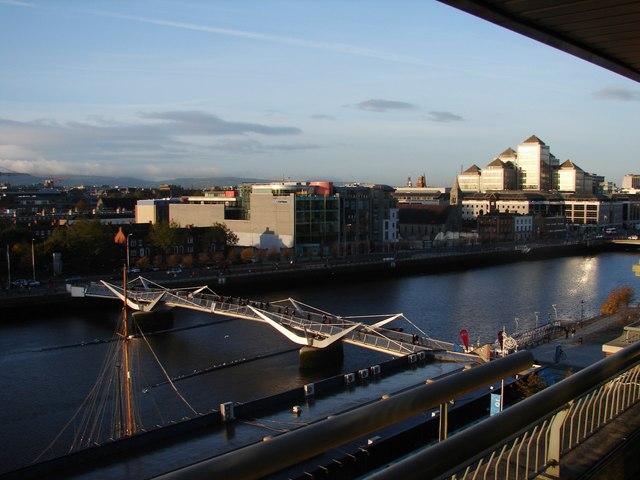
Liffey folyó

- Foyle folyó
  - Deele folyó
  - Finn folyó
    - Reelan folyó

  - Mourne folyó
    - Derg folyó
- Bann folyó
  - River Main
  - Blackwater folyó, Észak-Írország
- Bush folyó
- Dun folyó
- Lagan folyó
  - Farset folyó
- Quoile folyó
- Clanrye folyó

### Az Ír Köztársaságban, azÍr-tengerbefolynak

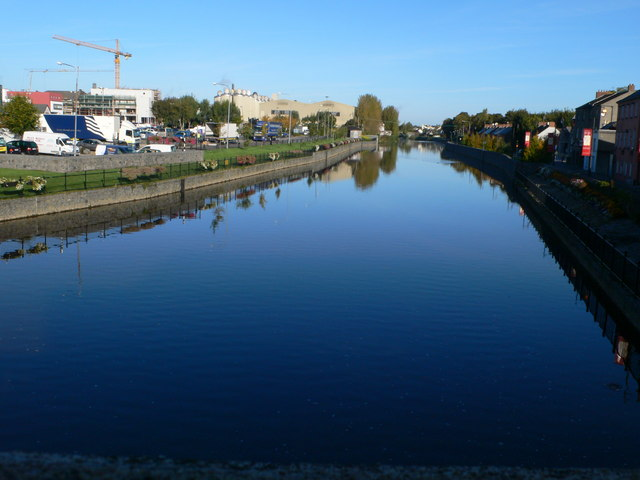
Nore folyó

- Fane folyó
- Boyne folyó
  - Blackwater folyó, Meath
- Tolka folyó
- Liffey folyó
  - Dodder folyó
  - Camac folyó
- Dargle folyó
- Avoca folyó
  - Avonmore folyó
- Slaney folyó
  - Bann folyó, Wicklow

### Az Ír Köztársaságban, aKelta-tengerbefolyik

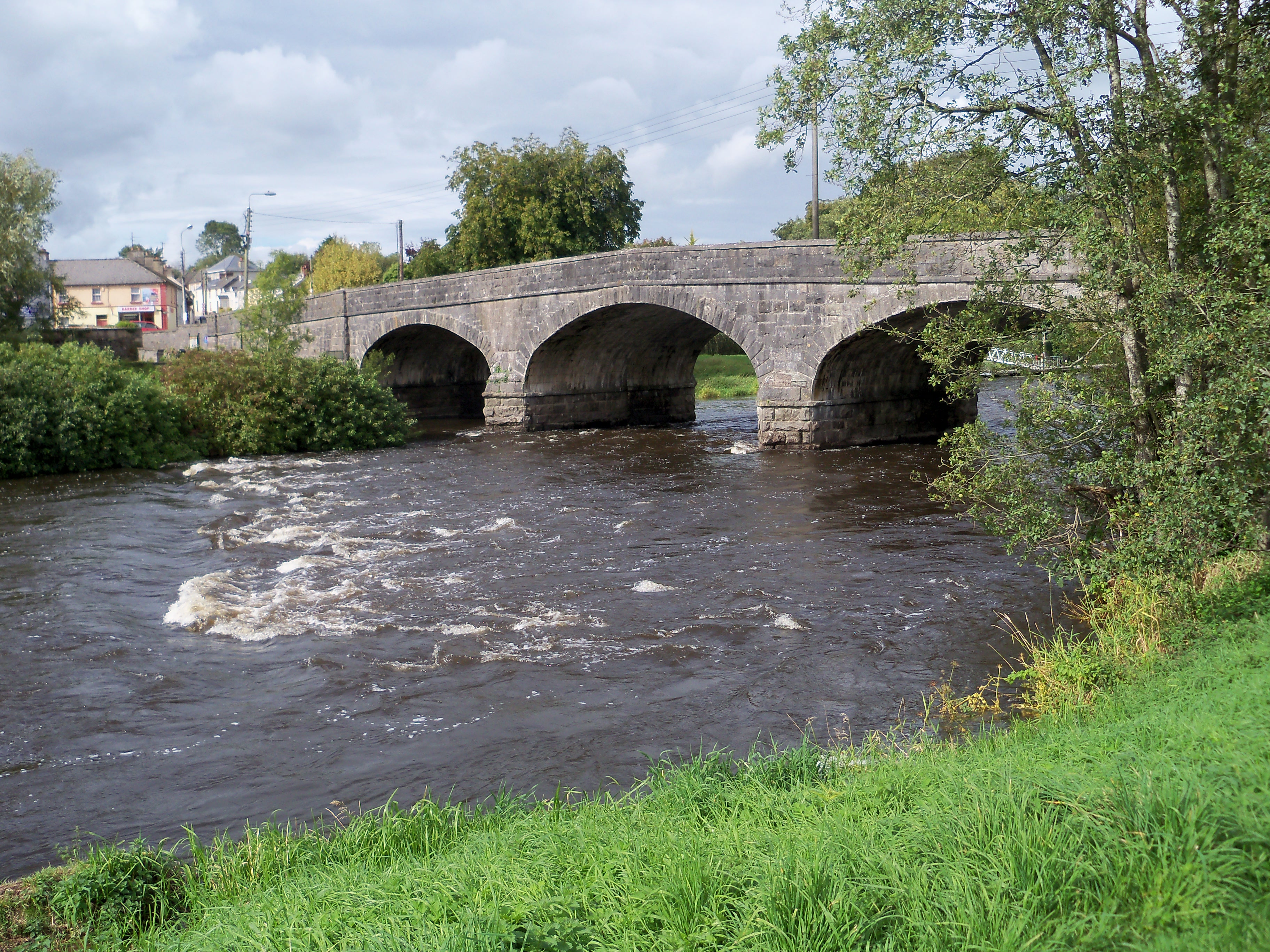
Erne folyó

- Barrow folyó
  - Nore folyó
    - Királyfolyó

  - Tar folyó
- Blackwater folyó, Cork
  - Awbeg folyó
  - Dalua folyó
  - Bride folyó
- Lee folyó
- Bandon folyó

### Az Ír Köztársaságban, azAtlanti-óceánbafolynak
- Carrowbeg folyó
- Clare folyó
- Corrib folyó
  - Robe folyó
- Doonbeg folyó
- Erne folyó
  - Annalee folyó
- Eske folyó
- Feale folyó
- Garavogue folyó
- Gweebarra folyó
- Roughty folyó (a Kenmare-öbölbe folyik Kenmare-nél)
- Laune folyó
- Moy folyó
- Shannon folyó
  - Deel folyó
  - Maigue folyó
  - Brosna folyó
  - Inny folyó
  - Suck folyó
- Suir folyó
  - Drish folyó
    - Fekete folyó (Írország)

  - John's folyó
- Swilly folyó